# 嘉義市 (1945年—1950年)
嘉義市（鄒語：maibayu）為中華民國臺灣省1945年至1950年間管轄的省轄市。1945年二戰終結後，日治時期臺南州嘉義市改制為隸屬臺灣省之省轄市；臺灣戰後初期的嘉義市是臺灣九個省轄市之一，轄屬臺灣省政府。1945年12月1日成立省轄市，並將市區劃分為八個行政區，1946年7月改劃為四個行政區，再將臺南縣嘉義區水上鄉、東石區太保鄉劃入，合計為六個行政區。
1950年臺灣省政府調整行政區域，與臺南縣嘉義區、東石區合併成立嘉義縣。1950年10月25日嘉義縣成立後，改制為四鎮二鄉而撤銷。

## 行政區劃

### 初期區劃
1945年（民國34年）12月1日，設有下列八區：
- 東門區 (原稱東區)
- 西門區 (原稱西區)
- 北門區 (原稱北區)
- 南門區 (原稱南區)
- 八獎區 (原稱下路頭區)
- 竹圍區
- 北鎮區 (原稱北社尾區)
- 東山區 (原稱山子頂區)

### 最後區劃
1946年（民國35年）7月，將八區改劃分為四區，並自臺南縣編入水上、太保二鄉改制為區，合計六區：
| 行政區 | 概況                         | 面積（單位：km2） |  |
| ------ | ---------------------------- | ----------------- |  |
| 新東區 | （東門、東山兩區合併）       |                   |  |
| 新西區 | （西門、竹圍兩區合併）       |                   |  |
| 新南區 | （南門、八獎兩區合併）       |                   |  |
| 新北區 | （北門、北鎮兩區合併）       |                   |  |
| 水上區 | （原臺南縣嘉義區水上鄉併入） | 69.1198           |  |
| 太保區 | （原臺南縣東石區太保鄉併入） | 66.8964           |  |
| 總計   | 總計                         | 196.0418          |  |

## 歷任市長
| 任次 | 姓名   | 就任時間       | 卸任時間       | 備註         |
| ---- | ------ | -------------- | -------------- | ------------ |
| 代理 | 陸公任 | 1945年11月19日 | 1945年12月1日  | 警察局長代理 |
| 1    | 陳東生 | 1945年12月1日  | 1946年12月12日 | 首任         |
| 2    | 孫志俊 | 1946年12月12日 | 1947年7月2日   |              |
| 3    | 宓汝卓 | 1947年7月2日   | 1948年7月      |              |
| 4    | 林伏濤 | 1948年7月      | 1949年6月      |              |
| 5    | 謝掙強 | 1949年6月      | 1950年3月18日  | 因病辭職     |
| 代理 | 顧鴻傳 | 1950年3月18日  | 1950年9月      | 省府委員代理 |
| 6    | 羅仲若 | 1950年9月      | 1950年10月25日 |              |

## 教育醫療

### 高級中等學校
- 臺灣省立嘉義中學（今 國立嘉義高級中學）
- 臺灣省立嘉義女子中學（今 國立嘉義女子高級中學）
- 臺灣省立嘉義商業職業學校（1944年併入嘉義工業學校，戰後1945年復校，今 國立嘉義高級商業職業學校）
- 臺灣省立嘉義工業職業學校（今國立嘉義高級工業職業学校）
- 臺灣省立嘉義農業職業學校（今國立嘉義大學）

### 初級中等學校
- 嘉義市立初級中學（今嘉義市立嘉義國民中學）
- 嘉義市立初級工業職業學校（今國立嘉義高級工業職業学校，1921年創校，1955年併入臺灣省立嘉義工業職業學校）
- 嘉義市立初級商業職業學校（今國立華南高級商業職業學校，1918年創校，1951年更名為嘉義縣立華南初級商業職業學校）

### 國民學校
- 嘉義市新南區崇文國民學校（今嘉義市崇文國民小學）
- 嘉義市新西區大同國民學校（今嘉義市大同國民小學）
- 嘉義市新南區民族國民學校（今嘉義市民族國民小學）
- 嘉義市新北區北社尾國民學校（今嘉義市北園國民小學）
- 嘉義市新東區林森國民學校（今嘉義市林森國民小學）
- 嘉義市新西區垂楊國民學校（今嘉義市垂楊國民小學）
- 嘉義市新北區博愛國民學校（今嘉義市博愛國民小學）
- 嘉義市水上區水上國民學校（今嘉義縣水上鄉水上國民小學）
- 嘉義市水上區大崙國民學校（今嘉義縣水上鄉大崙國民小學）
- 嘉義市水上區柳子林國民學校（今嘉義縣水上鄉柳林國民小學）
- 嘉義市水上區忠和國民學校（今嘉義縣水上鄉忠和國民小學）
- 嘉義市水上區南靖代用國民學校（今嘉義縣水上鄉南靖國民小學）
- 嘉義市太保區太保國民學校（今嘉義縣太保市太保國民小學）
- 嘉義市太保區南新國民學校（今嘉義縣太保市南新國民小學）
- 嘉義市太保區新埤國民學校（今嘉義縣太保市新埤國民小學）

### 醫療機構
- 臺灣省立嘉義醫院（今衛生福利部嘉義醫院）

## 外部連結
| 先前機關： 嘉義市 (州轄市) | 嘉義市 1945年－1950年 | 後繼機關： 1950年起：嘉義縣 1951年－1982年：嘉義市 (縣轄市) |